# 愛爾蘭共和國電視
愛爾蘭電視业是爱尔兰共和国的电视行业。可以透過各種平臺播放，其中電視廣播的主要來源為源自於地面數碼電視，而提供這一服務者便是Saorview。而其他被廣泛使用的電視服務還包括有Sky Ireland、Saorsat和其他歐洲衛星服務提供者傳播數位衛星電視訊號，以及UPC Broadband所提供的有線電纜服務。

## 外部連結
- Broadcasting Commission of Ireland （页面存档备份，存于）
- MAVISE – TV market in Ireland （页面存档备份，存于）
- Broadcasting Complaints Commission （页面存档备份，存于）
- Polytron Technology Ireland （页面存档备份，存于）
- Department of Communications, Energy and Natural Resources – Broadcasting （页面存档备份，存于）